# Station Górki Pomorskie
Station Górki Pomorskie is een spoorwegstation in de Poolse plaats Górki.